# 대일본산업보국회
대일본산업보국회(일본어: 大日本産業報国会 다이닛폰산교우호우카쿠카이[*])는 1940년 11월 23일 결성된 조직이다. 전국노동조합동맹과 일본노동총동맹을 해산시킨 뒤 흩어진 노동조합들을 산업보국회의 산하에 두고 내무성, 후생성의 지도하에 노동자들을 전시체제에 통합시켰다. 1942년 5월 대정익찬회의 감독하에 들어갔고 2차대전 패전 이후인 1945년 9월 해산되었다.
독일의 독일노동전선과 그 성격이 거의 흡사한 단체다.